# ماتهاوس ميريان
ماتهاوس ميريان دير أليتي (بالألمانية: Matthäus Merian der Ältere) وعرف أيضاً بماتهاوس الأكبر هو نقاش سويسري ولد في 22 سبتمبر 1593 في بازل، وتلقى تعليمه في فرنسا، وعمل معظم حياته في فرانكفورت، وأنشأ هناك دار للنشر، واشتهر بانشائه كتب طوبوغرافيا ألمانيا وألذي كان فيه أوصاف وخرائط لعديد من مناطق ألمانيا، استمر أبنائه على نهجه في الرسم والنقش أما إبنته الصغرى ماريا سيبيلا ماريان أصبحت عالمة طبيعة، توفي في 19 يونيو 1650.

## روابط خارجية
- ماتهاوس ميريان على موقع الموسوعة البريطانية (الإنجليزية)
- ماتهاوس ميريان على موقع ميوزك برينز (الإنجليزية)